# Iroquois Falls
Iroquois Falls es un pueblo canadiense situado en la provincia de Ontario.

## Superficie
Iroquois Falls tiene una superficie de 599,03 km².

## Demografía
En 2021, tenía 4418 habitantes, una densidad poblacional de 7,4 hab./km², y 2153 viviendas.